# Carl Björk
Carl Björk, né le 19 janvier 2000 à Umeå en Suède, est un footballeur suédois qui évolue au poste d'attaquant au B 93 Copenhague en prêt de Brøndby IF.

## Biographie

### En club
Né à Umeå en Suède, Carl Björk est notamment formé par l'Umeå FC, où il fait ses débuts en professionnel en troisième division suédoise, jouant son premier match à seulement 16 ans le 10 juillet 2016, face au Nyköpings BIS (en) (1-1 score final). Il rejoint ensuite l'IFK Norrköping, où il intègre dans un premier temps les équipes de jeunes du club. Il signe un nouveau contrat avec ce club au printemps 2018, avant d'être prêté à l'IF Sylvia puis intégré à l'équipe première de l'IFK Norrköping en 2019.
En août 2020, il est prêté au Trelleborgs FF. Avec cette équipe, il découvre la Superettan, la deuxième division suédoise. Il y joue douze matchs et inscrit un but face au Degerfors IF le 25 octobre 2020 (1-1 score final).
Il inscrit son premier but en Allsvenskan (première division) avec l'IFK le 2 mai 2021, sur la pelouse de l'Örebro SK (victoire 0-3). Le 22 septembre 2021, il se met en évidence en marquant son premier doublé en Allsvenskan, sur la pelouse de l'IK Sirius (victoire 2-4). Il inscrit un total de sept buts en championnat lors de l'année 2021.
Le 30 janvier 2022, avant-dernier jour du mercato hivernal, Carl Björk s'engage en faveur du Brøndby IF pour un contrat courant jusqu'en juin 2026,. Il joue son premier match pour le club le 20 février 2022, lors d'une rencontre de championnat face au FC Nordsjælland. Il est titularisé et son équipe s'impose par deux buts à zéro.
Le 18 août 2023, Carl Björk fait son retour à l'IFK Norrköping. Il est prêté par le Brøndby IF jusqu'en juin 2024.

### En sélection
Carl Björk compte quatre sélections avec l'équipe de Suède des moins de 17 ans, toutes obtenues en 2017. Il marque notamment un but, lors de son premier match, face à la Pologne (2-0 score final).